# Revolucija (album Lidije Bačić)
Revolucija je peti studijski album hrvatske pop pjevačice Lidije Bačić objavljen 21. listopada 2020. u izdanju diskografske kuće Menart.
Riječ je o dvostrukom albumu na kojem se nalazi ukupno 17 hit pjesama podijeljenih u dva CD-a. Na prvom CD-u nalazi se devet novih pjesama, dok se na drugom CD-u nalazi osam singlova koje je Lille objavila krajem 2017. do 2019. godine. Glazbeni producent je Fayo, a na albumu su sudjelovali i mnogobrojni glazbenici poput Branimira Mihaljevića, Denisa Dumančića, Luke Kovačrvića, Raaya, Borisa Đurđevića, Mikia Solusa, Suvya i drugih.
Uz album Lille je objavila i Revoluciju u dvostrukom LP izdanju, te je jedna od rijetkih hrvatskih glazbenica koja je ima svoju glazbenu ploču.

## Pozadina
Lidija je nakon objavljivanja albuma Tijelo kao pjesma još krajem 2017. najavila kako s Fayom već radi na novom albumu i sklapa nove suradnje. Krajem 2017. objavljuje pjesme "Šok" i "Jedna je noć". Godine 2018. surađuje s grupom Vigor i objavljuju duet "Usne ko vino rumeno". Uslijedila su još dva singla "Tri minute" koji je Lidija predstavila na CMC Festivalu sredinom 2018. godine i balada "Neka ljubav nova". 
Lidija početkom 2019. godine nastupa na Dori s pjesmom "Tek je počelo", a nakon nastupa u interviuu potvrdila je da će se album zvati "Revolucija" i da prije objavljivanja stiže još novih pjesama. Uz pjesmu koju je predstavila na Dori, iste godine objavljuje još i pjesme "Ne daj me", "Lubenica", baladu "Kad mi dođeš" u duetu s Alenom Vitasovićem i "Muške suze" koju premijerno izvodi na CMC Festivalu 2019. godine. Lidija je u narednoj godini naporno radila i objavila više pjesama no ikad. Lidija 2020. godine objavljuje pjesme "Bježimo iz grada" koju je snimila kod kuće za vrijeme karantene i "Satra". Usprkos pandemiji korona virusa ponovo se vraća na CMC Festival '20, gdje premijerno izvodi pjesmu "Radi Radi Radi". Uslijedila je i pop-rock balada "Trezori", a radi i na spotovima za još neobjavljene pjesme.

## Komercijalni uspjeh
Album je debitirao na prvom mjestu na Službenoj top ljestvici prodanih albuma u Hrvatskoj. Također singlovi s albuma dospjeli su na visoke pozicije na službenim hrvatskim top ljestvicama.

## Popis pjesama
CD1
| Br. | Skladba              | Trajanje |
| --- | -------------------- | -------- |
| 1.  | »Radi radi radi«     | 2:50     |
| 2.  | »Trezori«            | 4:29     |
| 3.  | »Bježimo iz grada«   | 3:07     |
| 4.  | »Zalazimo k'o sunce« | 3:26     |
| 5.  | »Satra«              | 2:33     |
| 6.  | »Ne daj me«          | 3:36     |
| 7.  | »Romeo i Julija«     | 4:25     |
| 8.  | »Tip top«            | 2:43     |
| 9.  | »Lubenica«           | 2:59     |

CD2
| Br. | Skladba            | Trajanje |
| --- | ------------------ | -------- |
| 1.  | »Neka ljubav nova« | 3:37     |
| 2.  | »Vino rumeno«      | 3:19     |
| 3.  | »Tek je počelo«    | 2:58     |
| 4.  | »Kad mi dođeš«     | 3:11     |
| 5.  | »Muške suze«       | 3:02     |
| 6.  | »Šok«              | 3:27     |
| 7.  | »Jedna je noć«     | 3:59     |
| 8.  | »Lijepa naša«      | 2:24     |

## Top ljestvice
| Top ljestvica (2020.)             | Pozicija |
| --------------------------------- | -------- |
| Hrvatska nacionalna top ljestvica | 1        |